# Franca Fiacconi
Franca Fiacconi (Roma, Italia, 4 de octubre de 1965) es una excorredora de fondo italiana, ganadora de la maratón de Nueva York en la edición de 1998, con un tiempo de 2:25:17 segundos.
Además ha logrado el primer puesto en la maratón de Roma de 1998 y en la maratón de Praga al año siguiente.